# 權威控制
，是图书馆信息学中一个整理圖書館分类和目录信息的方式，使同一主题的内容使用相同且唯一的标题。这些标题贯彻整个目录库并且能与其他交叉引用的数据库协同工作。每个标题简明扼要地標明其应用范围和用法，此系統讓图书馆工作人员更易於管理，而且研究者使用上也方便。
分配给同一主题（如作者、书籍、系列图书或合著图书）一个独特唯一的标题，即使作者拥有其他筆名或化名，在与此相关的引用中也都只使用同一标题。例如，作家林良的筆名為“子敏”，又被稱為“小太陽”，該館就可訂定一致的題名，當讀者查檢作者林良時，就可檢索到所有林良的作品。作者记录可以合并到一个数据库中成为一个作者文件，维护更新这些文件以及其间的“逻辑关系”也是图书馆员及信息编录人员的工作。因此，规范控制是受控词表和目录控制的一个例子。
虽然从理论上来讲，任何一条信息都可进行规范控制，如个人或企业的名称、统一标题、系列和主题。而图书馆编目通常侧重于作者姓名和书名。虽然它们通常单独考虑，不过美國國會圖書館的主题词所起到的作用和规范控制类似。随着时间的推移和信息的变化促使这些信息重组的要求会越来越明显。根据一个观点，规范控制的宗旨并不在于创建一个天衣无缝的系统，而在于在帮助用户寻找信息的前提下不断努力适应变化提供更为“结构和秩序化”的内容。
在傳統人工編目系統中，用來維持卡片目錄著錄標目之一致性；在線上編目系統中，則可利用系統自動聯結與指引功能，辨識個人作者或團體作者的匿名重複性與更替情形，同時將相關主題聚集在一起。權威控制除了提供各個圖書館管理館藏與讀者檢索的便利，對於各館之間館藏交流或整合查詢也有重大影響，如果兩個合作館的规范控制系统不相同時，就會造成讀者檢索時無法檢索到所需的完整館藏。

### 書目
- 胡述兆. . 台北: 漢美圖書. 1995. ISBN 9789579005777 （中文（臺灣））.  改

### 引用
1. ↑  邹瑾. . 图书情报知识 (武汉). 2006, (04). CN 42-1085/G2. ISSN 1003-2797. doi:10.13366/j.dik.2006.04.008. CNKI TSQC200604007. NCPSSD 22240766 （中文（简体））. 权威控制（Authority Control），也称规范控制，……，本文按照英文字面意思，参照港台地区的惯例，采用“权威控制”的译法
2. ↑  . Weblio英和辞典. JST科学技術用語日英对译辞書 （日语）.
3. ↑  . 新华字典 （中文（简体））.
4. ↑  道格拉斯·哈珀. . 在线词源词典. 2013  [2013-07-19] （英语）. author (n) — c.1300, autor "father," from O.Fr. auctor, acteor "author, originator, creator, instigator (12c., Mod.Fr. auteur), from L. auctorem (nom. auctor) ... --
authority (n.) — early 13c., autorite "book or quotation that settles an argument," from O.Fr. auctorité "authority, prestige, right, permission, dignity, gravity; the Scriptures" (12c.; Mod.Fr. autorité), ... (see author). ...——注：author和authority的辞源如auctor或autor、autorite都来自13世纪。
5. ↑  . Memidex. 2012-12-07  [2012-12-07] （英语）. Etymology ... autorite "book or quotation that settles an argument", from Old French auctorité...
6. ↑  . 韦氏词典. 2012-11-07  [2012-12-07] （英语）. See "Origin of authority" -- Middle English auctorite, from Anglo-French auctorité, from Latin auctoritat-, auctoritas opinion, decision, power, from auctor First Known Use: 13th century...
7. ↑  Block, Rick J. 1999. "Authority Control: What It Is and Why It Matters.", [2006-03-30]
8. 1 2  . IMPLEMENTING AUTHORITY CONTROL. 美国: Vermont Department of Libraries. 2003  [2013-07-19]. （原始内容存档于2013-07-15） （英语）.
9. 1 2  . 美国: 新墨西哥州立大学. 2007  [2012-11-25]. （原始内容存档于2010-06-04） （英语）.
10. ↑  . IMPLEMENTING AUTHORITY CONTROL. 美国: Vermont Department of Libraries. 2003  [2013-07-19]. （原始内容存档于2013-11-01） （英语）.
11. 1 2  南密西西比大学图书馆的Kathleen L. Wells. . 田纳西州图书馆. 2012-11-25  [2013-10-29]. （原始内容存档于2013-01-13） （英语）.
12. 1 2  . 澳大利亚国家图书馆. 2012-11-25  [2013-10-29]. （原始内容存档于2013-01-13） （英语）. bhe primary purpose of authority control is to assist the catalogue user in locating items of interest.
13. ↑  . LTI. 2012-11-25  [2013-10-29]. （原始内容存档于2013-12-15） （英语）.